# Karl Joseph Rieder
Karl Rieder eigentlich Karl Joseph Rieder (* 9. Februar 1876 in Emmendingen; † 4. September 1931 in Reichenau) war ein deutscher katholischer Pfarrer, Germanist und Kirchenhistoriker. Sein Arbeitsschwerpunkt war die Geschichte des 1821 aufgehobenen Bistums Konstanz.

## Leben
Karl Joseph Rieder wurde 1899 zum Priester geweiht. Von 1901 bis 1903 war er am Generallandesarchiv Karlsruhe und von 1904 bis 1905 am Pontificio Collegio Teutonico di Santa Maria in Campo Santo in Rom beschäftigt. 1908 wurde er Pfarrer in Scherzingen, 1911 in Bonndorf bei Überlingen und 1924 in Reichenau Niederzell. 1902 promovierte er mit einer Biographie über Berthold von Regensburg zum Dr. phil., 1909 mit der Textausgabe des St. Georgeners Predigers zum Dr. theol. Neben Werken zur Seelsorge und Zeitfragen veröffentlichte er auch als Historiker und Quellenforscher einige Werke und Aufsätze.

## Schriften (Auswahl)
- Monumenta Vaticana historiam episcopatus Constantiensis in Germania illustrantia 1908
- Regesta episcoporum Constantiensium = Regesten zur Geschichte der Bischöfe von Constanz / hrsg. von der Badischen Historischen Commission, 1915